# Santa Rosa do Tocantins
Santa Rosa do Tocantins es un municipio brasileño del estado del Tocantins. Se localiza a una latitud 11º26'56" sur y a una longitud 48º07'14" oeste, estando a una altitud de 310 metros. Su población estimada en 2004 era de 4 536 habitantes.
Posee un área de 1803,41 km².